# گاما (ماهواره)

گاما (به انگلیسی: Gamma) یک تلسکوپ پرتوی گاما متعلق به اتحاد جماهیر شوروی بود که در ۱۱ ژوئیه ۱۹۹۰ به مدار زمین در ارتفاع ۳۷۵ کیلومتری ارسال شد. ماموریت این تلسکوپ که پروژه‌ای مشترک میان شوروی و فرانسه بود، حدود ۲ سال به طول انجامید. 